# Physemophorus
Physemophorus is een geslacht van rechtvleugeligen uit de familie Pyrgomorphidae. De wetenschappelijke naam van dit geslacht is voor het eerst geldig gepubliceerd in 1907 door Krauss.

## Soorten
Het geslacht Physemophorus  is monotypisch en omvat slechts de volgende soort:
- Physemophorus sokotranus (Burr, 1898)